# 악몽선생
《악몽선생》은 2016년 3월 14일, 네이버TV에서 공개된 웹드라마이다.

## 줄거리
사립 요산 고등학교. 한봉구가 2학년 3반 임시 담임이 되어 반 아이들을 기이한 환상의 세계로 끌어들인다.

## 등장인물

### 주요 인물
- 엄기준 : 한봉구 역
- 김소현 : 강예림 역 (아역 : 김지영)
- 이민혁 : 서상우 역

### 2학년 3반 학생들
- 서신애 : 김슬기 역 (우정출연)
- 백승도 : 오기철 역
- 김지안 : 도도희 역
- 장경업 : 천재수 역
- 최유진 : 천유나 역
- 김다예 : 안시연 역
- 학진 : 석필호 역
- 권영민 : 이종석 역
- 지은성 : 고기태 역
- 서재규 : 강상태 역
- 함성민 : 안병진 역

## 회차별 부제
| 화차 | 업로드 일자     | 부제                               |
| ---- | --------------- | ---------------------------------- |
| 1화  | 2016년 3월 14일 | 붉은 실 / 안녕하세요. 악몽선생님 1 |
| 2화  | 2016년 3월 15일 | 붉은 실 / 안녕하세요. 악몽선생님 2 |
| 3화  | 2016년 3월 16일 | 도전 1                             |
| 4화  | 2016년 3월 17일 | 도전 2                             |
| 5화  | 2016년 3월 21일 | 진실의 일기장 1                    |
| 6화  | 2016년 3월 22일 | 진실의 일기장 2                    |
| 7화  | 2016년 3월 23일 | 커닝 페이퍼 1                      |
| 8화  | 2016년 3월 24일 | 커닝 페이퍼 2                      |
| 9화  | 2016년 3월 28일 | 언뷰티엔딩 1                       |
| 10화 | 2016년 3월 29일 | 언뷰티엔딩 2                       |
| 11화 | 2016년 3월 30일 | 그림자놀이1                        |
| 12화 | 2016년 3월 31일 | 그림자놀이2 / 마지막 이야기        |